# Університетська бібліотека мов та цивілізацій
Університетська бібліотека мов та цивілізацій (BULAC або БЮЛАК) — одна з найбільших бібліотек у Франції, де зберігаються видання мовами нелатинської писемності. Зберігає та пропонує читачам документи 350 мовами, виданими у 180 країнах на 80 алфавітах. З 12 грудня 2011 року бібліотека займає спільну будівлю з Національним інститутом східних мов та цивілізацій (INALCO), утворюючи Центр мов та цивілізацій, розташований у XIII окрузі Парижа .

## Будівля
Бібліотека на 910 читацьких місць займає п'ятиповерхову будівлю площею 15 000 кв м, побудовану за проектом архітектора Іва Ліона у 2008—2011 роках.
На будівництво було виділено 80 мільйонів євро: дві третини фінансування виділив регіон Іль-де-Франс, решту коштів було надано державою.

## Фонди
Колекції бібліотеки складаються з 1,5 мільйона томів, приблизно 350 мовами, що використовують 80 абеток . БЮЛАК об'єднує бібліотечні фонди, які раніше зберігалися майже у двадцяти спеціалізованих бібліотеках. Найбільшою з них була Міжвузівська бібліотека східних мов, що функціонувала між 1970 і 2010 роками, яка до 1971 р. називалася Бібліотеки Школи східних мов.

### Класифікація фондів
У бібліотеці прийнято гео-лінгвістичну класифікацію, в якій мови об'єднані в групи:
- Балканська, Центральна та Східна Європа
- Східна Азія
- Африка
- Близький Схід та мусульманський світ
- Океанія
- Доколумбова Америка

### Бібліотеки-учасниці

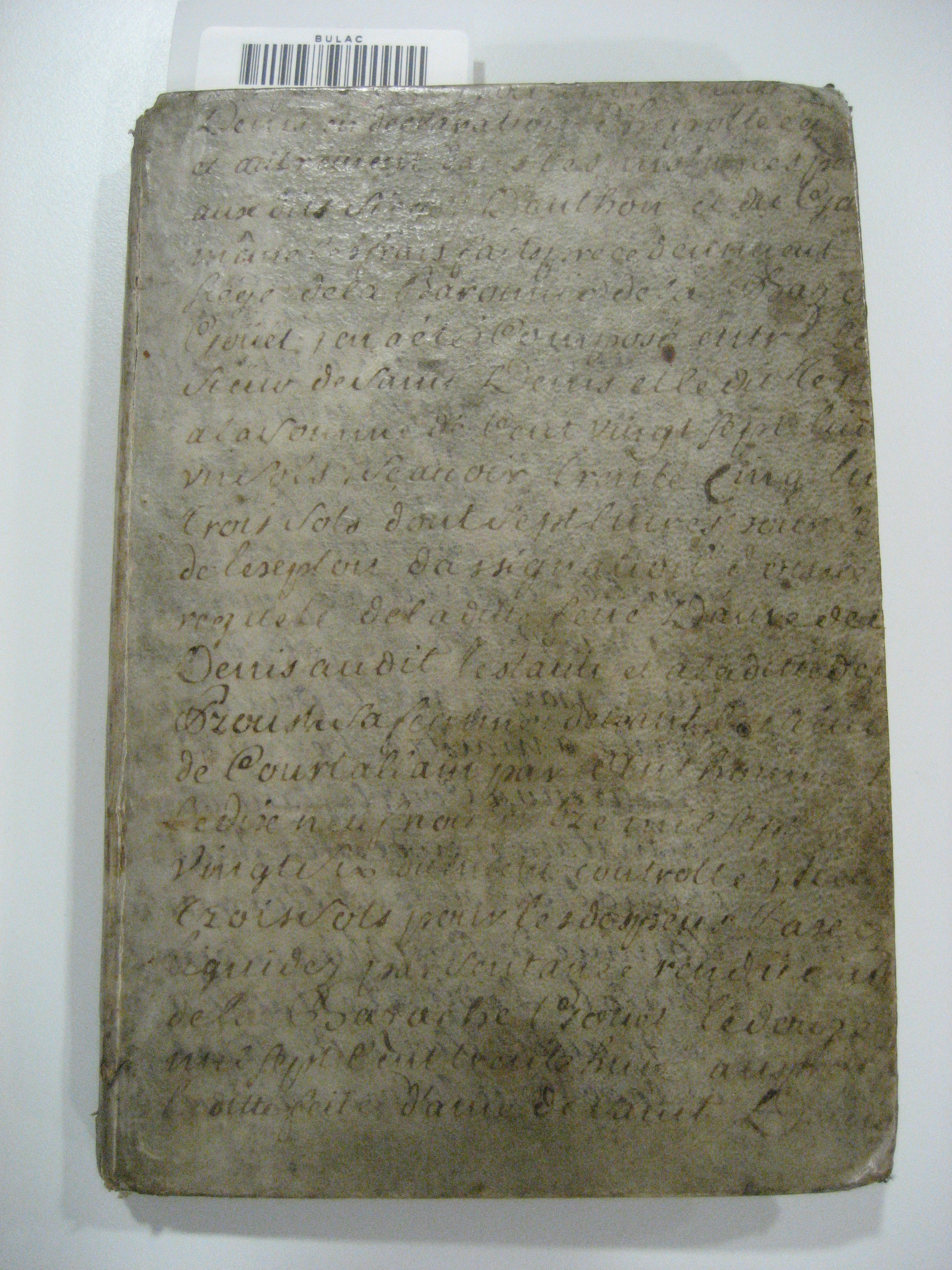
Малагасійський словник (1773) (колекція BULAC).

Інші бібліотеки, що увійшли до складу BULAC:
- Колекції бібліотеки Університету Парижа III: Бібліотека Джеймса Дарместетера Інституту іранських досліджень

- Бібліотека Жуля Блоха

- Фінські та турецько-османські колекції Університетської бібліотеки Парижа III

- Бібліотека Центру слов'янських досліджень при Університеті Парижа IV

- Корейські фонди Науково-дослідницької лабораторії «Мови і цивілізації Східної Азії» в Університеті Парижа VII

- Бібліотека Французької школи Далекого Сходу

- Слов'янська колекція Сорбонської міжуніверситетської бібліотеки

- Вісім бібліотек, підпордкованих EHESS:

- - Бібліотека Японського дослідницького центру

- - Бібліотека Центру сучасних досліджень Китаю

- - Бібліотека Центру індійських і південноазіатських досліджень

- - Бібліотека острівної індіанської групи «Аршипель»

- - Бібліотека Центру лінгвістичних досліджень Східної Азії

- - Бібліотека Корейського дослідницького центру

- - Бібліотека Центру африканських досліджень

- - Бібліотека Центру вивчення російського, кавказького і центральноєвропейського світів

- П'ять бібліотек, що раніше входили до складу EPHE:

- - Центральна бібліотека історико-філологічного відділення

- - Центральна бібліотека секції релігієзнавства

- - Центр документації про Тибетський регіон

- - Бібліотека імені Володимира Голенищева

- - Бібліотека Центру монгольських і сибірських досліджень

Бібліотека має в своєму розпорядженні обладнання для прийому читачів з обмеженими можливостями .

## Доступність та послуги
Бібліотека обслуговує читачів віком від 18 років без обмежень за рівнем освіти. Читальні зали відкриті з 10.00 до 22.00 години всі дні, крім неділі .
Читальні зали розташовані на трьох поверхах. 30 сховищ на двох поверхах розраховані на 2,5 мільйона книг . Зали обладнані 27 боксами для індивідуальної та 20 — для групової роботи, у розпорядженні дослідників є нічна бібліотека . У вільному доступі пропонуються DVD з художніми та документальними фільмами.
У вільному доступі Бібліотеки перебувають 225 000 видань (книги та періодичні видання) французькою, англійською та національними мовами, систематизованих за геолінгвістичним принципом. Вільний доступ є на трьох поверхах читальних залів (загальнодоступний, студентський та науковий).
У залах читачі можуть самостійно роздрукувати, ксерокопіювати або сканувати документи. Особливо цінні видання та рукописи видаються у читальній залі Рідкісного фонду.